# USS Defiant
USS Defiant NX- 74205 es una nave estelar ficticia en el universo de Star Trek que aparece en la serie televisiva Star Trek: Espacio profundo 9, También aparece en la película Star Trek VIII: Primer contacto. es la segunda nave de la flota estelar en llevar ese nombre.

## Historia
Es la Primera nave de la federación creada como nave de guerra, para ser utilizada en primer lugar para vencer a los borg. Se empezó con su construcción 5 años antes de su aparición en Espacio Profundo Nueve. Benjamin Sisko ayudó en su creación. Tuvo muchos problemas para ser construida, ya que era demasiado poderosa para su volumen, lo que causó a que casi quedase destrozado durante unos ejercicios por lo que el proyecto se canceló.  
Todo cambió, cuando la amenaza del Dominio apareció, entonces Benjamin Sisko solicitó su incorporación al conflicto, por su gran poder de combate y así hacerle frente al Dominio y la Federación accedió a su petición. De esa manera la nave aparece en Espacio Profundo 9  por primera vez en el capítulo "La búsqueda, parte I", y juega un papel significativo a través de toda la serie.  luego de solucionar sus últimos problemas, la nave fue puesta en servicio en Espacio Profundo Nueve, la frontera hacia el Dominio, bajo el mando del comandante de la estación Benjamin Sisko. 
Pronto esta nave demostró ser capaz para combatir al Dominio una y otra vez antes y durante la guerra del Dominio. También demostró su eficacia cuando los klingons fueron una amenaza temporal y cuando la Federación fue atacada por los borg la segunda vez. Con el tiempo se decidió por ello construir más naves de este tipo, que fueron empleados durante la guerra del Dominio. Tras su destrucción 4 años después de su entrada al servicio durante una batalla en esa guerra, su reemplazo es rápidamente nombrado Defiant cuando Benjamin Sisko recibe permiso especial de Operaciones de la Flota Estelar para renombrar la nave. La nueva nave es el USS Defiant (NCC-75633).
Esta nave lleva el mismo nombre que el USS Defiant (NCC-1764), clase "Constitution", de la serie original de Star Trek (La telaraña tholiana (3x09)), también aparece en los episodios de universos paralelos de Star Trek: Enterprise  (Un espejo sombrío (4x18–19) y en  Star Trek: Discovery.

## Equipos
La Defiant NX- 74205, es la única nave de la federación en disponer de un dispositivo de ocultamiento, esto fue posible porque los Romulanos, se aliaron con la federación para enfrentar al Dominio, y estos aportaron su tecnología de ocultamiento de naves con dos condiciones, que solo iba a ser instalado en la nave Defiant y esta solo podía utilizar el dispositivo mientras estuviera en el sector perteneciente al cuadrante gamma que es el espacio del Dominio y bajo ninguna circunstancia podría ser utilizado en el cuadrante Alfa. 